# Батиршин Рафаель Алієвич
Рафаель Алієвич Батиршин (рос. Рафаэль Алиевич Батыршин; 26 серпня 1986, м. Москва, СРСР) — російський хокеїст, захисник. Виступає за ХК «Рязань» у Вищій хокейній лізі.
Вихованець хокейної школи «Крила Рад» (Москва). Виступав за «Крила Рад» (Москва), ХК «Рязань», МХК «Крила», «Витязь» (Чехов), «Атлант» (Митищі), «Сибір» (Новосибірськ).